# Rhytiphora cinerascens
Rhytiphora cinerascens là một loài bọ cánh cứng trong họ Cerambycidae.